# Dammen (Norshyttan)
Dammen är en sjö i Hedemora kommun i Dalarna och ingår i Dalälvens huvudavrinningsområde.